# Římskokatolická farnost u kostela sv. Apolináře Praha-Nové Město
Římskokatolická farnost u kostela sv. Apolináře Praha-Nové Město je územním společenstvím římských katolíků v rámci I. pražského vikariátu pražské arcidiecéze

## O farnosti

### Historie
Kostel svatého Apolináře na vrchu Větrově[zdroj?] na Novém Městě Pražském byl založen v roce 1362. Tehdy k němu byla přenesena kolegiátní kapitula ze Sadské. Při kostele fungovala současně farnost. Ta později zanikla a místní kapitula byla v roce 1503 sloučena s kapitulou Svatovítskou. V roce 1784 byla farnost obnovena a k ní byly připojeny naopak zrušené duchovní správy u kostela svaté Kateřiny a u kostela Nanebevzetí Panny Marie na Karlově. Po roce 1948 byla na Karlově zřízena samostatná duchovní správa, vedená rektorem, zůstala ovšem zachována příslušnost ke svatoapolinářské farnosti.

### Současnost
Svatoapolinářskou farnost v letech 2001-2012 spravovala na základě dohody s pražským arcibiskupstvím komunita Chemin-Neuf, mezi lety 2012 a 2024 farnost byla ve správě kněží Misionářů svatého Karla Boromejského (FSCB). Dnes je oficiálně farnost spravována excurrendo z týnské farnosti, ale ve farnosti se dnes žádné bohoslužby pod její hlavičkou nekonají. Od roku 2024 slouží kostel sv. Apolináře jako farní chrám vietnamské farnosti a kostel Nanebevzetí Panny Marie na Karlově má vlastní duchovní správu.
| Kostel                              | Místo               | Bohoslužba                                  | Bohoslužba                                                             | Poznámka         |
| ----------------------------------- | ------------------- | ------------------------------------------- | ---------------------------------------------------------------------- | ---------------- |
| Kostel sv. Apolináře                | Nové Město          | neděle                                      | 7.30 (vietnamsky)                                                      | farní kostel     |
| Kostel Nanebevzetí Panny Marie      | Nové Město - Karlov | neděle 1. pátek v měsíci 1. sobota v měsíci | 9.30 (česky) a 17.00 (tridentská) 17.00 (tridentská) 9.00 (tridentská) | filiální kostel  |
| Kaple sv. Kříže                     | Nové Město          | neslouží se pravidelně                      | neslouží se pravidelně                                                 | nemocniční kaple |
| Kostel svaté Kateřiny Alexandrijské | Nové Město          | slouží pravoslavné církvi                   | slouží pravoslavné církvi                                              | filiální kostel  |